# Peter Asmussen
Peter Asmussen (Frederiksberg, 28 marzo 1957 – 25 giugno 2016) è stato uno scrittore danese, fra i più interessanti autori contemporanei del suo paese.
Inizia a scrivere nel 1989, collaborando con la televisione e la radio danesi. Divenuto celebre grazie alla collaborazione con Lars von Trier - sceneggiatura de Le onde del destino (Breaking the Waves, 1986) -, ha realizzato inoltre diverse sceneggiature, fra cui quella del film Warriors of Love di Simon Staho (2009). Ha scritto oltre venti testi per il teatro. 
Ha vissuto a Copenaghen. Il suo teatro è stato tradotto e portato in scena in diversi paesi fra cui gli Stati Uniti d'America, la Francia e l'Italia.
In Italia si ricordano le produzioni di Isbrandt per la regia di Lorenzo Loris al Teatro Out di Milano, nel 2001 nell'ambito del Festival Oltre90,  di Crimine per il Festival Internazionale Tramedautore di Milano, per la regia di Michela Blasi, nel 2005; e di "La Spiaggia" per "La Fabbrica dell'uomo" con Andrea Facciocchi, Gianni Palladino, Laura Ferrari, Cristina Scagliotti, regia di Michela Blasi prod. Outis/Extramondo (2007).
Quattro delle drammaturgie di Peter Asmussen sono pubblicate nel volume Studi per esseri umani, Editoria & Spettacolo, Roma, 2005, per la cura di Tiziano Fratus. Il volume raccoglie: Sangue giovane (1993), Isbrandt (1997), Stanza con sole (1997), Crimine (2001).